# Sara Benfares
Sara Hildegard Benfares (* 27. Mai 2001) ist eine ehemalige deutsch-französische Mittel- und Langstreckenläuferin.

## Leben
Benfares ist die Tochter des französisch-deutschen Ehepaares Samir und Béatrice Benfares, die beide die 1500 Meter liefen, die Mutter unter ihrem Geburtsnamen Röh beim TSV Bayer 04 Leverkusen. Sara Benfares wuchs mit ihrer älteren und jüngeren Schwester und dem jüngeren Bruder in Fontainebleau bei Paris auf, wo die Geschwister eine deutsche Schule besuchten. Seit 2021 studiert sie an der Universität des Saarlandes Pharmazie.
Mit ihrem Vater als Trainer startete sie bis 2019 für Frankreich und konnte nach der dreijährigen Wechselsperre bei den Weltmeisterschaften im Juli 2022 in den USA erstmals für Deutschland antreten, wo sie im Vorlauf über 5000 Meter ausschied. Bei den Deutschen Meisterschaften im Monat zuvor war sie im 10-km-Straßenlauf zeitgleich mit einer anderen Läuferin die Schnellste und gewann mit ihren Schwestern Selma und Sofia Benfares auch die Mannschaftswertung für den LC Rehlingen. Daneben wurde sie über 5000 Meter Zweite. Im August 2022 kam sie im 5000-Meter-Lauf der Europameisterschaften 2022 in München in persönlicher Bestleistung auf den 11. Platz.
Zu Beginn des Jahres 2024 wurde bekannt, dass die Nationale Anti-Doping Agentur bei ihr einen erhöhten Testosteronwert und das Blutdopingmittel Erythropoetin (EPO) festgestellt hatte. Ihr Vater teilte daraufhin mit, dass die Tochter unter einer Knochenerkrankung leide; die positive Probe sei auf die Einnahme von Medikamenten zurückzuführen. Anfang März 2024 wurde auch bei ihrer Schwester Sofia eine positive EPO-Probe bekannt, woraufhin der LC Rehlingen alle drei Benfares-Schwestern aus dem Verein ausschloss.
Mitte März 2024 verkündete Benfares Anwalt Dubravko Mandic das Ende ihrer sportlichen Karriere. Im April 2024 wurde sie von der Nationalen Anti-Doping Agentur Deutschland für fünf Jahre gesperrt.
Die Staatsanwaltschaft Saarbrücken erhob im Mai 2024 Anklage wegen des Verdachts von Verstößen gegen das Anti-Doping-Gesetz vor dem Amtsgericht Saarbrücken. Dies verurteilte sie daraufhin im Februar 2025 per Strafbefehl zu einer Geldstrafe zu je 90 Tagessätzen.

## Bestleistungen
Stand 19. März 2024
| Disziplin    | Zeit in min | Ort      | Datum             |
| ------------ | ----------- | -------- | ----------------- |
| 800 m        | 02:06,32    | Eaubonne | 13. Februar 2021  |
| 1500 m       | 04:07.30    | Monaco   | 9. Juli 2021      |
| 3000 m       | 08:56,36    | Ninove   | 10. August 2022   |
| 5000 m       | 15:20,94    | München  | 18. August 2022   |
| 5 km Straße  | 15:50       | Lille    | 20. März 2022     |
| 10 km Straße | 31:46       | Houilles | 18. Dezember 2022 |